# Saprinus viridanus
Saprinus viridanus är en skalbaggsart som beskrevs av Lewis 1899. Saprinus viridanus ingår i släktet Saprinus och familjen stumpbaggar. Inga underarter finns listade i Catalogue of Life.